# Amderma
Amderma (in russo Амдерма?) è un insediamento nel Circondario autonomo dei Nenec della Federazione Russa. Ha 572 abitanti. Si trova sulla penisola di Jugor, sulla costa del Mar di Kara, oltre il Circolo polare artico.
Nonostante la sua posizione remota nella regione artica, Amderma offre ai visitatori  paesaggi naturali mozzafiato, tra cui pianure di tundra dove pascolano mandrie di renne, fiumi ghiacciati e l'Oceano Artico, nonché l'aurora boreale che danza nel cielo. La città ospita anche un ricco patrimonio culturale, con la cultura tradizionale dei Nenci ancora fiorente nella regione. La città ha un piccolo museo che mostra la storia e le tradizioni del popolo dei Nenci, un aeroporto e un importante porto commerciale marittimo.

## Clima
| Amderma (1991-2020) Fonte: | Mesi         | Mesi         | Mesi         | Mesi         | Mesi         | Mesi        | Mesi        | Mesi        | Mesi        | Mesi         | Mesi         | Mesi         | Stagioni | Stagioni | Stagioni | Stagioni | Anno  |
| Amderma (1991-2020) Fonte: | Gen          | Feb          | Mar          | Apr          | Mag          | Giu         | Lug         | Ago         | Set         | Ott          | Nov          | Dic          | Inv      | Pri      | Est      | Aut      | Anno  |
| -------------------------- | ------------ | ------------ | ------------ | ------------ | ------------ | ----------- | ----------- | ----------- | ----------- | ------------ | ------------ | ------------ | -------- | -------- | -------- | -------- | ----- |
| T. max. media (°C)         | −13,8        | −14,3        | −10,6        | −6,3         | −1,0         | 6,3         | 11,9        | 10,6        | 6,9         | 0,3          | −6,3         | −10,0        | −12,7    | −6,0     | 9,6      | 0,3      | −2,2  |
| T. media (°C)              | −17,3        | −17,7        | −14,1        | −9,7         | −3,6         | 3,0         | 8,0         | 7,7         | 4,5         | −1,9         | −9,2         | −13,4        | −16,1    | −9,1     | 6,2      | −2,2     | −5,3  |
| T. min. media (°C)         | −21,1        | −21,3        | −17,5        | −13,1        | −6,0         | 0,5         | 4,7         | 5,3         | 2,2         | −4,4         | −12,5        | −17,0        | −19,8    | −12,2    | 3,5      | −4,9     | −8,4  |
| T. max. assoluta (°C)      | 1,6 (1966)   | 1,5 (1984)   | 3,5 (1995)   | 7,6 (1955)   | 20,3 (2011)  | 28,0 (1945) | 31,8 (1990) | 28,8 (1942) | 21,4 (2016) | 11,7 (1947)  | 4,3 (2007)   | 4,9 (1947)   | 4,9      | 20,3     | 31,8     | 21,4     | 31,8  |
| T. min. assoluta (°C)      | −42,4 (1964) | −44,6 (1979) | −43,1 (1951) | −33,9 (1984) | −26,0 (1986) | −9,5 (1938) | −4,4 (1972) | −3,3 (1946) | −9,7 (1956) | −27,7 (1966) | −34,9 (1964) | −39,7 (1986) | −44,6    | −43,1    | −9,5     | −34,9    | −44,6 |
| Precipitazioni (mm)        | 29           | 21           | 21           | 22           | 27           | 39          | 49          | 47          | 46          | 50           | 36           | 30           | 80       | 70       | 135      | 132      | 417   |